# Sterowanie predykcyjne
Sterowanie predykcyjne (ang. model predictive control – MPC) lub sterowanie z przesuwanym horyzontem (ang. receding horizon control – RHC) – sterowanie stosowane w układach regulacji automatycznej. Tradycyjne regulatory ze sprzężeniem zwrotnym pracują w ten sposób, że dostosowują swoje działanie w odpowiedzi na zmiany wielkości wyjściowych układu. W sterowaniu predykcyjnym regulator dostosowuje swoje działanie z wyprzedzeniem, zanim nastąpią zmiany wielkości wyjściowych układu. Jest to metoda sterowania systemami dynamicznymi, polegająca na cyklicznym rozwiązywaniu zadania sterowania optymalnego, z warunkiem początkowym równym aktualnej estymacie stanu obiektu. Początkowa część znalezionego rozwiązania (funkcji sterującej) podawana jest na wejście obiektu, po czym całą procedurę powtarza się dla nowego, aktualnie wyznaczonego stanu obiektu.

## Idea regulacji predykcyjnej
Dla dyskretnych układów regulacji predykcyjnej zasada pracy polega na minimalizacji różnic między wartościami wielkości regulowanych {\displaystyle x(i+p|i)} predykowanymi (przewidywanymi) w chwili {\displaystyle i} na przyszłą chwilę {\displaystyle i+p} (przyszłe wartości w chwili {\displaystyle i+p} są wyznaczane na podstawie wartości do chwili {\displaystyle i}), a wartościami zadanymi dla tych wyjść {\displaystyle r(i+p|i),} na horyzoncie predykcji {\displaystyle H} {\displaystyle (p=1,2,\dots ,H).} Minimalizacja różnic jest rozumiana w sensie minimalizacji określonego kryterium jakości {\displaystyle J.} W kolejnej chwili {\displaystyle (i+1)} następuje nowy pomiar sygnału wyjściowego obiektu i cała procedura powtarzana z takim samym horyzontem predykcji {\displaystyle H.} Stosowana jest więc zasada przesuwanego horyzontu (zasada sterowania repetycyjnego). W algorytmie regulacji predykcyjnej zakłada się również, że po upływie tzw. horyzontu sterowania {\displaystyle L} (zwykle {\displaystyle L<H}) przyrost sygnału sterującego wynosi zero (układ regulacji predykcyjnej ma więc własności całkujące). W funkcji kryterialnej zamiast trajektorii wartości zadanych można zastosować tzw. trajektorię referencyjną – obie wyżej wymienione trajektorie łączy odpowiednia zależność.
W efekcie algorytmy regulacji predykcyjnej cechuje:
- Wymaganie wyznaczenia ciągu przyszłych wartości sygnału sterującego. (Ułatwia to uwzględnienie ograniczeń na sygnał sterujący).
- Sterowanie według modelu odniesienia poprzez odpowiednio zdefiniowaną trajektorię odniesienia dla wielkości wyjściowej. (Ułatwia to strojenie regulatora).
- Uwzględnienie przyszłych zmian wartości zadanej, np. przy regulacji programowej. Wcześniejsza reakcja regulatora na mającą się dokonać zmianę wartości zadanej kompensuje wpływ czasu opóźnienia. Ma to szczególne znaczenie w robotyce.
- Stabilną regulację obiektów nieminimalnofazowych bez konieczności uwzględnienia nieminimalnofazowości w syntezie regulatora. Wydłużenie horyzontu predykcji pozwala regulatorowi „zauważyć” efekt nieminimalnofazowy i odpowiednio zareagować na zakłócenia.

Algorytm oparty jest na czterech podstawowych działaniach:
1. Zmierzyć lub estymować aktualny stan obiektu.
2. Obliczyć przyszłe próbki wejść i wyjść systemu (MPC może wykorzystywać filtr Kalmana jako predyktor (czyli układ wyliczający przyszłe próbki) zmiennych stanu oraz sygnałów sterujących).
3. Zaaplikować tylko pierwszą sekwencję sygnałów sterujących.
4. W kolejnej sekwencji czasowej powtórzyć algorytm.

### Model obiektu
W celu predykcji wartości wyjść regulowanych {\displaystyle y(i+p|i)} niezbędny jest model obiektu. Sterowanie predykcyjne zachodzi więc w układzie regulacji z modelem.
Pierwsze algorytmy predykcyjne wykorzystywały model odpowiedzi skokowej (czyli opis typu wejście-wyjście). Współczesne algorytmy regulacji predykcyjnej wykorzystują opis modelu obiektu w postaci równań stanu. Projektowanie regulatora predykcyjnego z modelem obiektu w przestrzeni zmiennych stanu wymaga również zaprojektowania obserwatora stanu (metodami znanymi z teorii sterowania).
Początkowo stosowano wyłącznie modele liniowe, jednak obecnie wykorzystywane są też modele nieliniowe. Algorytmy predykcyjne z liniowymi modelami obiektów mają jednak największe znaczenie praktyczne, głównie z uwagi na możliwość prowadzenia obliczeń w czasie rzeczywistym nawet przy niewielkich mocach obliczeniowych. Algorytmy predykcyjne z nieliniowymi modelami obiektów prowadzą do optymalizacji nieliniowej, która jest trudna obliczeniowo i czasochłonna z uwagi na występowanie minimów lokalnych. Pewnego rodzaju rozwiązaniem jest zastosowanie algorytmów MPC z linearyzacją, które polegają na tym, że dokonuje się linearyzacji nieliniowego modelu obiektu w poszczególnych punktach jego pracy, a następnie wyznacza się sterowanie w każdym kroku algorytmu w oparciu o liniowy algorytm MPC. Algorytmy MPC z linearyzacją są algorytmami suboptymalnymi co nie ma jednak istotnego znaczenia praktycznego – nie rzutuje więc na przydatność tych algorytmów.

### Kryterium jakości regulacji
W algorytmach regulacji predykcyjnej w celu wyznaczenia wartości sygnałów sterujących w chwili bieżącej i następnych wyznacza się minimum tzw. funkcji kryterialnej (funkcji celu). Funkcja ta wyznacza jakość regulacji na horyzoncie predykcji.
Innymi słowy, podobnie jak w regulacji minimalnowariancyjnej, wyznaczanie wartości sygnału sterującego jest wynikiem minimalizacji wskaźnika jakości regulacji, który jest funkcją predykcji wielkości wyjściowej obiektu.
Funkcję optymalizującą koszt można w przypadku skalarnym ująć równaniem:
{\displaystyle J=\sum _{i=1}^{N}w_{x_{i}}(r_{i}-x_{i})^{2}+\sum _{i=1}^{N}w_{u_{i}}{\Delta u_{i}}^{2}.}
Zakłada się, że funkcja ta ponadto musi spełniać ograniczenia (określa się minimalne i maksymalne wartości zmiennych).
W powyższym równaniu
{\displaystyle x_{i}} – {\displaystyle i}-ta zmienna sterowana (na przykład zmierzona temperatura),
{\displaystyle r_{i}} – {\displaystyle i}-ta zmienna referencyjna (na przykład zadana temperatura),
{\displaystyle u_{i}} – {\displaystyle i}-ta zmienna sterująca (na przykład zawór sterujący),
{\displaystyle w_{x_{i}}} – współczynnik wagowy odzwierciedlający względną ważność zmiennej {\displaystyle x_{i},}
{\displaystyle w_{u_{i}}} – współczynnik wagowy kompensujący względnie duże zmiany w {\displaystyle u_{i}.}
We wskaźniku w miejscu sygnału sterującego wystąpić może przyrost. Wydłużenie horyzontu ponad czas opóźnienia {\displaystyle k} powoduje uzależnienie predykcji od ciągu przyszłych wartości sygnału sterującego. Minimalizacja wskaźnika {\displaystyle J} odbywa się po przyszłych wartościach sygnału sterującego w obrębie horyzontu predykcji {\displaystyle H} z uwzględnieniem ewentualnego „scenariusza przyszłych sterowań”.
Powyższe kryterium w przypadku wielowymiarowym zapisać można w następujący sposób:
{\displaystyle u=\arg \min _{u}J(x(0),u),}
gdzie:
{\displaystyle \arg \min } oznacza argument minimum, to znaczy wartość argumentu dla którego funkcja osiąga minimum;
{\displaystyle J(x(0),u)=\sum _{i=1}^{N}\|x(i)-r(i)\|_{Q}+\|u(i)\|_{R},\quad x(i)\in {\mathcal {X}},\;u(i)\in {\mathcal {U}}}
{\displaystyle \|x(i)-r(i)\|_{Q}=(x_{i}-r_{i})^{T}Q(x_{i}-r_{i})}
{\displaystyle \|u(i)\|_{R}=u_{i}^{T}Ru_{i}}
a {\displaystyle Q,} {\displaystyle R} są odpowiednimi macierzami wagowymi. Podane tu funkcje celu ujmują w sobie czynnik związany z uchybem {\displaystyle x_{i}-r_{i},} a więc regulacja predykcyjna, oparta na tych kryteriach realizuje zadanie sterowania optymalnego razem z zadaniem regulacji nadążnej.

### Wydłużony horyzont predykcji i repetycja
Wszystkie właściwości regulacji predykcyjnej są konsekwencją wydłużenia horyzontu predykcji. Szczególną zaletą jest tu uniezależnienie się od zmian czasu opóźnienia, wystarczy aby przyjęty horyzont predykcji był dłuższy niż maksymalny, dyskretny czas opóźnienia. Natomiast niepożądanym skutkiem wydłużenia horyzontu predykcji jest złożoność równań definiujących regulator.
Horyzont predykcji wielkości wyjściowej układu będzie oznaczany symbolem {\displaystyle H.} W regulacji predykcyjnej można wyznaczyć sterowania: {\displaystyle u(i),u(i+1),\dots ,u(i+H-k).} Można jednak założyć pewien scenariusz przyszłych sterowań, gdzie począwszy od chwili {\displaystyle i+L} przyrosty sterowania są równe zeru. W tym przypadku wyznaczane są wartości wielkości sterującej {\displaystyle u(i),u(i+1),\dots ,u(i+L-1).} Pozwala to uzyskac dodatkowe możliwości kształtowania właściwości regulatorów predykcyjnych, przy czym zawsze musi być spełniony warunek {\displaystyle H\geqslant L.} Liczbę {\displaystyle L} nazywa się horyzontem sterowania.
Słowo predykcja oznacza przewidywanie przyszłego zachowania układu przy zadanych sterowaniach (decyzjach) oraz przy zadanym stanie początkowym. Model matematyczny realnego obiektu fizycznego jest często opisem przybliżonym. Przybliżenia mają na celu pominięcie trudnych do modelowania czynników, których wpływ jest znikomy – choć niezerowy – oraz umożliwienie rozwiązania równań modelu w dającym się zaakceptować czasie. Oddziaływanie na obiekt pominiętych w procesie modelowania zjawisk, wrażliwość rozwiązań na zmiany warunków początkowych oraz losowe decyzje podejmowane w warstwie zarządzania, powodują szybki – często wykładniczy – przyrost błędu predykcji wykonywanej w oparciu o model obiektu. Wynika stąd, że dokładne przewidywanie przyszłego zachowania obiektów fizycznych jest możliwe tylko w stosunkowo krótkim horyzoncie. Zatem horyzont predykcji w zadaniu optymalizacji powinien być możliwie krótki, przy jednoczesnym spełnieniu wymagań stabilności. Z drugiej strony, największe zyski z optymalizacji sterowania uzyskuje się, gdy horyzont predykcji jest nieskończony. Należy zatem poszukiwać rozsądnego kompromisu, odpowiednio dobierając horyzont predykcji i sterowania.
Kolejną właściwością regulacji predykcyjnej jest jej repetycyjny sposób działania. Można wyznaczyć ciąg przyszłych sterowań, ale wykorzystuje się tylko pierwszy element tego ciągu, by w kolejnym kroku całość obliczeń powtórzyć. Wykorzystanie przyszłych wartości wielkości sterującej może mieć znaczenie w przypadkach awaryjnych, gdy np. uszkodzeniu ulegnie układ pomiarowy, to układ regulacji może nadal pracować w pętli otwartej aż do końca horyzontu predykcji.
Warto też zauważyć, że sterowanie predykcyjne, podobnie jak inne metody takie jak sterowanie liniowo-kwadratowe-Gaussa (LQG), pracuje ze sprzężeniem zwrotnym (ang. feedback). Jednak sterowanie predykcyjne nie działa w układzie zamkniętym (jak na przykład sterowanie LQG) – jest to więc sterowanie ze sprzężeniem zwrotnym, ale w układzie otwartym (ang. open-loop control with information feedback). Innymi słowy w sterowaniu predykcyjnym obiekt jest sterowany poprzez rozwiązywanie sekwencji problemów optymalizacji dynamicznej zachodzi to jednak w pętli otwartej. Istnienie sprzężenia zwrotnego w takim sterowaniu wynika właśnie z wprowadzenia horyzontu sterowania – kompensuje zakłócenia i błędy modelowania.

### Trajektoria odniesienia
Wartość sygnału sterującego można wyznaczyć minimalizując różnicę pomiędzy przewidywaną trajektorią wielkości wyjściowej modelu a przyszłymi wartościami wielkości zadanej. Jednak znaczną poprawę jakości regulacji można osiągnąć przez wprowadzenie do syntezy regulatora tzw. trajektorii odniesienia. Trajektoria odniesienia rozpoczyna się aktualną wartością wielkości wyjściowej i zmierza do wartości zadanej; zadanie polega więc na wyznaczeniu przyszłych wartości wielkości sterującej, które będą minimalizować różnicę pomiędzy przewidywaną trajektorią wielkości wyjściowej a trajektorią odniesienia. Zaletą trajektorii odniesienia jest łatwość jej fizycznej interpretacji. Trajektoria odniesienia będzie oznaczana symbolem {\displaystyle r_{o},} oblicza się ją na podstawie przewidywanych w chwili {\displaystyle i} wartości zadanej {\displaystyle r} na chwilę {\displaystyle i+j.}
Wartość odpowiedniego parametru {\displaystyle \gamma } określa szybkość zblizania się trajektorii referencyjnej do trajektorii zadanej. Wzrost {\displaystyle \gamma } powoduje, że zbliżanie się trajektorii referencyjnej do trajektorii wartości zadanej staje się powolniejsze i łagodniejsze, co skutkuje mniejszymi wymaganiami dla systemu sterującego. Parametr {\displaystyle \gamma } jest dostrajalnym parametrem algorytmu sterowania predykcyjnego.
Jeśli na układ regulacji działają małe zakłócenia, a jego właściwości zmieniają się wolno, to można również stosować pełny wyznaczony ciąg sterowań, a uaktualnianie parametrów modelu i kolejne wyznaczenie ciągu przyszłych wartości sygnału sterującego przeprowadzić co horyzont predykcji. Ma to ważne znaczenie dla jakości śledzenia za trajektorią odniesienia. Przyszłe wartości wielkości sterującej są wyznaczane przez minimalizację odległości pomiędzy przewidywaną trajektorią wyjścia obiektu a trajektorią zadaną. Stąd stosując pełny ciąg wyznaczonych sterowań uzyskuje się, przy braku zakłóceń, najlepsze śledzenie. Jednak na czas otwarcia układu regulacji, który jest równy pełnemu horyzontowi predykcji, nie ma możliwości reakcji na zakłócenia. Przy repetycyjnym sposobie pracy, obliczenie ciągu przyszłych sterowań jest inicjalizowane w każdym kroku. Ponieważ trajektoria odniesienia rozpoczyna się aktualną wartością sygnału wyjściowego, repetycja powoduje, że w każdym kroku trajektoria ta jest modyfikowana. Jest to spowodowane nie tylko zakłóceniami, lecz również właściwościami samego regulatora predykcyjnego, który generuje sterowanie niekoniecznie powodujące, że wyjście układu w kolejnym kroku będzie równe wartości trajektorii odniesienia. Analiza właściwości zamkniętego układu regulacji predykcyjnej prowadzi do wniosku, że śledzenie za trajektorią odniesienia jest przy pracy repetycyjnej obarczone pewnym błędem, który znika tylko w szczególnych przypadkach.

### Parametry strojenia
Do parametrów strojenia algorytmów predykcyjnych zaliczają się:
- wagi dla sterowania {\displaystyle w_{x_{i}},} {\displaystyle w_{u_{i}},}
- horyzont predykcji {\displaystyle H,}
- horyzont sterowania {\displaystyle L,}
- parametr trajektorii odniesienia {\displaystyle \gamma .}

## Uzasadnienie sterowania predykcyjnego
Problemy sterowania optymalnego można rozwiązywać:
- wykorzystując warunki konieczne optymalności w przestrzeni sterowań, wyrażone przez zasadę maksimum Pontriagina (Alekseev et al. 1987) – sposób ten prowadzi do wyznaczenia sterowania optymalnego jako funkcji czasu, przy zadanym warunku początkowym,
- bądź też stosując metodę programowania dynamicznego Bellmana (Lee i Markus 1967). Metoda programowania dynamicznego pozwala wyznaczyć optymalne sprzężenie zwrotne, w oparciu o rozwiązanie równania Hamiltona – Jacobiego – Bellmana (HJB). Metoda programowania dynamicznego wydaje się bardziej atrakcyjna, ponieważ równanie HJB rozwiązywane jest tylko raz na etapie projektowania regulatora. Okazuje się jednak, że znalezienie rozwiązania równania HJB w przypadku systemów nieliniowych jest praktycznie niemożliwe, z wyjątkiem szczególnych przypadków. Równanie HJB jest bowiem nieliniowym równaniem różniczkowym cząstkowym pierwszego rzędu.

Znacznie łatwiejsze jest cykliczne rozwiązywanie zadania sterowania optymalnego ze skończonym horyzontem, przy aktualnie wyznaczonym, na podstawie pomiarów, warunku początkowym. Analogiczne uzasadnienie zastosowania sterowania predykcyjnego podają Mayne i współpracownicy (Mayne et al. 2000).

## Rozwój algorytmów predykcyjnych
Idea wielokrotnego wyznaczania sterowania w oparciu o rozwiązanie problemu optymalizacji dynamicznej nie jest nowa. Już w roku 1967 Lee i Markus w książce Foundations of Optimal Control Theory zauważyli, że: „Jedną z technik wyznaczania regulatora na podstawie wiedzy o rozwiązaniach problemu sterowania optymalnego jest pomiar aktualnego stanu obiektu i bardzo szybkie wyznaczenie rozwiązania optymalnego. Pierwsza część tego rozwiązania jest używana do sterowania obiektem, po czym dokonuje się ponownego pomiaru stanu procesu i rozwiązuje problem sterowania optymalnego z nowym warunkiem początkowym”. Z drugiej strony już Rudolf Kalman w 1960 roku zauważył, że optymalność nie zawsze pociąga za sobą stabilność. Pierwsze praktyczne implementacje algorytmów predykcyjnych dla systemów opisywanych liniowymi równaniami różnicowymi pojawiły się w latach siedemdziesiątych i były intensywnie rozwijane do lat 90. XX wieku. Poniżej zestawiono chronologicznie kilka rozwiązań charakteryzujących rozwój algorytmów predykcyjnych dla systemów liniowych dyskretnych w czasie.
- Pakiet IDCOM (Identification and Command) – model liniowy dyskretny w postaci odpowiedzi impulsowej oraz kwadratowa funkcja kosztu (Richalet et al. 1976).
- DMC – Dynamic Matrix Control (Cutler i Ramaker 1980, Prett i Gilette 1980) – model liniowy dyskretny w postaci odpowiedzi skokowej, kwadratowa funkcja kosztu.
- QDMC – Quadratic Dynamic Matrix Control (Garcia i Morshedi 1986) – model liniowy dyskretny w czasie, pełne zadanie programowania kwadratowego z uwzględnieniem ograniczeń stanu i sterowania.
- GPC – Generalized Predictive Control (Clarke i Mothadi 1987) – model liniowy dyskretny w postaci transmitancji z uwzględnieniem zakłóceń i estymacją parametrów na bieżąco.

W przypadku systemów nieliniowych opisywanych równaniami różniczkowymi rozwój następował nieco wolniej i dopiero w roku 1990 Mayne i Michalska opublikowali pracę Receding Horizon Control of Non-linear Systems, w której przedstawili algorytm predykcyjny dla systemów nieliniowych opisywanych równaniami różniczkowymi zwyczajnymi. Stabilność algorytmu osiągnęli oni nakładając ograniczenia na stan końcowy w zadaniu optymalizacji. Rozwinięciem tych wyników była praca Michalskiej i Mayne’a z roku 1993, w której uwzględniono ograniczenia stanu i sterowania oraz podano warunki odporności regulatora predykcyjnego. Kolejnym krokiem było zaproponowane przez Chena i Algöwera (1998) podejście o nazwie Quasi Infinity Horizon NMPC, w którym wskaźnik jakości był wybrany tak, aby dobrze oszacować koszt dla zadania z nieskończonym horyzontem sterowania. Jeżeli oszacowanie takie było dostatecznie dokładne, to rozwiązania zadania ze skończonym horyzontem dobrze przybliżały rozwiązania zadań z horyzontem nieskończonym. W roku 1999 Scokaert, Mayne i Rao zwrócili uwagę, że w przypadku nieliniowych systemów dyskretnych, optymalność nie jest warunkiem koniecznym stabilności oraz zaproponowali suboptymalny algorytm predykcyjny. Obszerne omówienie algorytmów predykcyjnych dla liniowych i nieliniowych systemów dyskretnych w czasie podają Kwon i Han (2005), Tatjewski (2002) oraz Maciejowski (2002). Algorytmy predykcyjne są obecnie intensywnie badane i rozwijane, ciągle powstają nowe podejścia (zob. np. Mayne et al. 2000, Fontes 2003a, Primbs 1998, Jadbabaie 2001). Morari i Lee (1999) w artykule Model predictive control: Past, present and future, próbują określić przyszły rozwój algorytmów predykcyjnych.

## Zalety i wady regulacji predykcyjnej
Algorytmy regulacji predykcyjnej charakteryzują się: dużą wrażliwością na zmiany struktury obiektu, małą wrażliwością na zmiany parametrów obiektu, odpornością na nieminimalnofazowość obiektu, możliwością stosowania do regulacji obiektów trudnych (niestabilnych, oscylujących, nieliniowych, niestacjonarnych).
Zasadniczą własnością odróżniającą algorytmy regulacji predykcyjnej od innych (tradycyjnych – opartych na metodach częstotliwościowych, i współczesnych wykorzystujących metody zmiennych stanu) jest możliwość uwzględnienia ograniczeń (narzucanych przez właściwości sterowanego systemu) nałożonych na wielkości regulowane i sterujące w trakcie projektowania regulatora.
Obecnie, sterowanie predykcyjne wydaje się być jedną z niewielu skutecznych w praktyce metod sterowania systemami nieliniowymi przy ograniczeniach sterowania i stanu.
Algorytmy predykcyjne odniosły sukces komercyjny. O sukcesie tym zadecydował fakt, że stanowią one jedną z niewielu metod sterowania, pozwalającą explicite uwzględnić ograniczenia stanu i sterowania oraz nadają się do sterowania systemami nieliniowymi.
Główna niedogodność pojawiająca się przy stosowaniu regulatorów predykcyjnych związana jest z koniecznością stworzenia modelu zachowania obiektu. Modelowanie i identyfikacja procesów, które mają być sterowane predykcyjnie to często najtrudniejsza, najbardziej czasochłonna i najbardziej kosztowna faza wdrożenia tego typu regulatorów. Między innymi dlatego w wielu przypadkach uznaje się, że koszt zastosowania MPC jest ciągle zbyt wysoki.
MPC w wersji on-line charakteryzuje się dużymi wymaganiami obliczeniowymi przez co obecnie wykorzystanie go w układach o dużej dynamice jest niemożliwe. Wersja explicit MPC rozwiązuje problem nieefektywnego algorytmu on-line, rozwiązując problem optymalizacji off-line.

## Porównanie regulacji PID i MPC
Regulacja predykcyjna (MPC) często, szczególnie w dużych obiektach, nie zastępuje tradycyjnych regulatorów, takich jak regulatory PID, ale stosowana jest jako ich uzupełnienie. Regulatory PID używane są lokalnie (jako regulatory pojedynczych pętli) podczas gdy MPC pełni rolę regulatora sterującego całym złożonym systemem. Regulatory PID często regulują układy tylko o jednym wejściu i jednym wyjściu podczas gdy bardziej zaawansowana regulacja predykcyjna kontroluje procesy o wielu wejściach i wielu wyjściach.
Modele stosowane w układach MPC ogólnie rzecz biorąc przeznaczone są do modelowania zachowania się złożonych układów dynamicznych. Taka dodatkowa złożoność w ogólności nie jest potrzebna by zapewnić odpowiednie sterowanie prostymi obiektami, które zwykle pracują pod kontrolą regulatorów PID. Powszechnie pojawiające się charakterystyki dynamiczne, które są trudne do sterowania regulatorami PID to między innymi duże opóźnienia czasowe i dynamika wysokiego rzędu. Jeszcze jedną z zalet sterowania MPC polega na tym, że uwzględnia sprzężenia skrośne występujące w systemach o wielu wejściach i wielu wyjściach dlatego sterowanie MPC stanowi prostą i dogodną metodę regulacji dla takich układów.
| Cecha                       | Regulator PID                            | Regulator predykcyjny                 |
| --------------------------- | ---------------------------------------- | ------------------------------------- |
| ograniczenia                | brak informacji o ograniczeniach         | ograniczenia uwzględnione w projekcie |
| wartość zadana              | wartość zadana daleka od ograniczeń      | wartość zadana bliska ograniczeniom   |
| optymalność                 | sterowanie nie ma charakteru optymalnego | sterowanie ma charakter optymalny     |
| liczba wejść i wyjść układu | jedno wejście i jedno wyjście            | wiele wejść i wiele wyjść             |
| model matematyczny          | model matematyczny nie jest konieczny    | model matematyczny jest niezbędny     |

## Zastosowania algorytmów predykcyjnych
Początkowo algorytmy predykcyjne stosowane były w przemyśle petrochemicznym i chemicznym, a obecnie doczekały się zastosowań w metalurgii, lotnictwie, robotyce, systemach wentylacji pożarowej (ASB) oraz w lotach kosmicznych. Obszerny przegląd zastosowań algorytmów predykcyjnych podają Qin i Badgwel (1997, 1998). Tatjewski (2002) podaje szereg przykładów zastosowań algorytmów predykcyjnych w przemyśle chemicznym. Sterowanie predykcyjne, obok klasycznej regulacji PID, stało się obecnie najszerzej stosowaną metodyką sterowania procesami przemysłowymi.